# 2671 Abkhazia
2671 Abkhazia è un asteroide della fascia principale. Scoperto nel 1977, presenta un'orbita caratterizzata da un semiasse maggiore pari a 2,6085710 UA e da un'eccentricità di 0,1197332, inclinata di 1,47585° rispetto all'eclittica.